# 路易斯維爾上校
路易斯維爾上校是一支1882年至1891年效力於美國協會的大聯盟球隊，原名叫路易斯日蝕（1882年—1884年）之後改名為路易斯維爾上校（1885年—1891年）。在20世紀肯塔基州的路易斯維爾市幾個小聯盟的球隊也叫路易斯維爾上校。

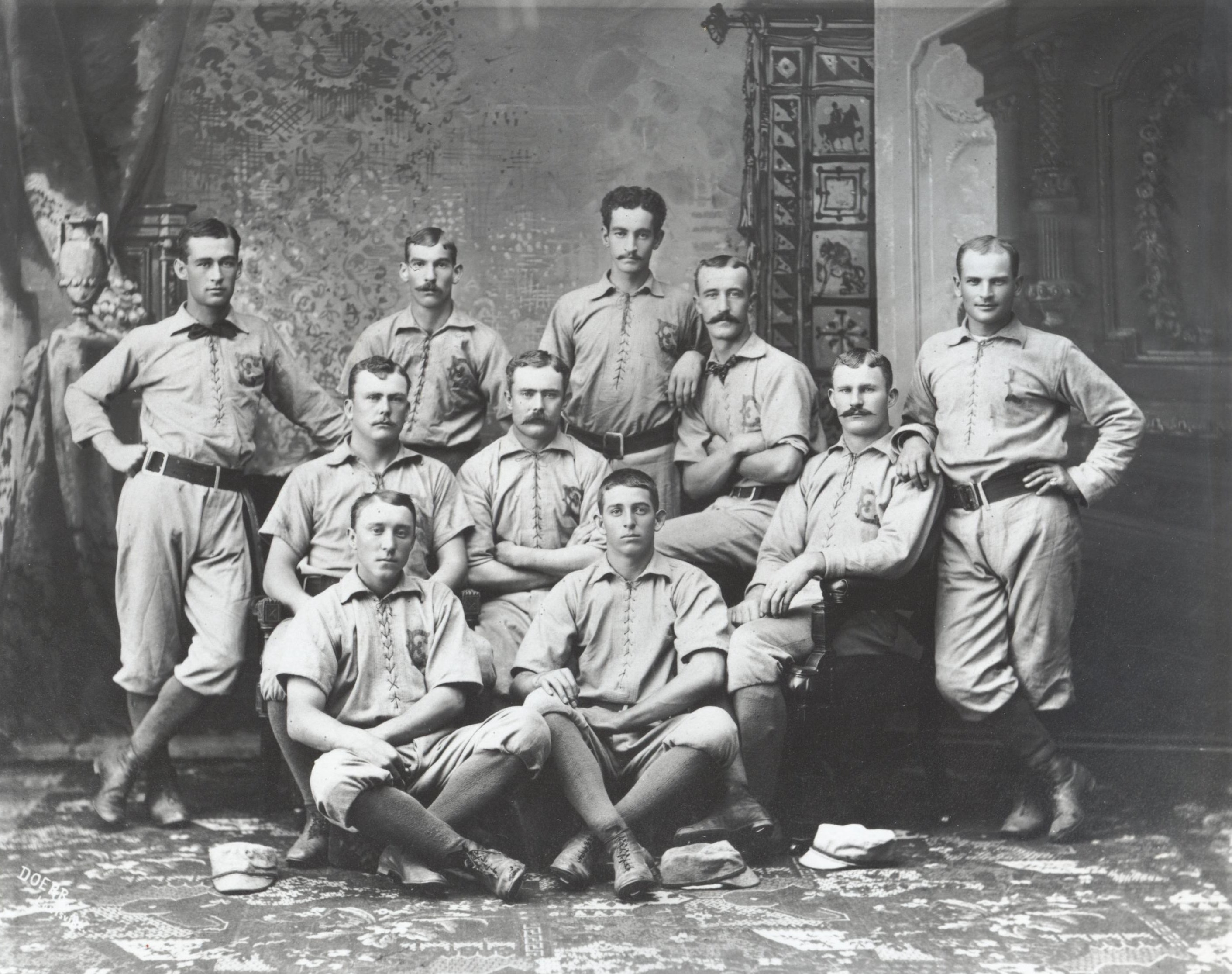
1882年，成軍元年的成員合照

## 19世紀大聯盟球隊
上校在1890年贏得美國協會的冠軍，1892年搬至國家聯盟，直到效力至1899年。1900年上校的擁有者Barney Dreyfuss，取得
海盜一部份的控制利益並且買了14名球員給他們，包括了未來棒球名人堂的成員Honus Wagner和Fred Clarke。

### 著名的上校球員
- Pete Browning （外野手）
- Fred Clarke （外野手兼總教練） [*]
- Harry Davis （第一位一壘手兼總教練）
- Jerry Denny （游擊手）
- Jack Glasscock （游擊手）
- Dummy Hoy （耳聾的中外野手）
- Hughie Jennings （游擊手）[*]
- Tony Mullane （投手）
- Honus Wanger （游擊手）[*]
- Rube Waddell （投手）[*]

[*] 表名人堂成員

## 20世紀小聯盟球隊
在20世紀，路易斯維爾幾個小聯盟球隊的都命名為路易斯維爾上校。

## 外部連結
- 路易斯維基上校在Baseball Reference的網頁 （页面存档备份，存于）